# Franz Magnus Böhme
Franz Theodor Magnus Böhme (Willerstedt, 11 marzo 1827 – Dresda, 18 ottobre 1898) è stato un musicologo e compositore tedesco.